# Рајко Каришић
Рајко Каришић (Бачко Добро Поље, 5. новембар 1952) српски је фотограф и уметник. Носилац је високог звања Кандидат мајстор фотографије Фото савеза СЦГ. 

## Биографија
Завршио је гимназију „Жарко Зрењанин“ у Врбасу. Дипломирао на Машинском факултету Универзитета у Новом Саду. Фотографијом почео да се бави у Фото кино клубу „Машинац“ на Машинском факултету у Новом Саду од 1973. године.
До сада имао близу 50 самосталних изложби у земљи и иностранству (Београд 1998, 2003, 2008, Котор - 2005, Пале - 2007, Нови Сад, Врбас, Кула, Кикинда, Сирогојно, Петровац на Млави, Неготин, Зајечар, Ниш 2010, Чигота - Златибор 2003, 2011, Москва - 2010. у оквиру ВИИИ Међународног бијенала фотографије, Нови Бечеј - 2011. ), и на преко сто колективних изложби уземљи и иностранству.
Активно учествовао у раду око седамдесет Ликовних колонија и саборовања.
Тренутно живи и ствара у Београду.

## Културно-издавачки рад
До сада реализовао следеће ауторске фотомонографије: 
- Етно музеј Старо село – Сирогојно (2002)
- Хиландар (2004)
- Хиландарски светлописи (2005)
- Виталови сунцокрети (2005)
- Повратак коренима (2005)
- Врбас (2006)
- Старо село – Албум успомена (2007)
- Светој Гори у походе (2008)[1]
- Александар Луковић Лукијан: 180 цртежа А. Л. Лукијана (2008)
- Сећање на грофа Саву Владиславића – Рагузинског (2009)
- Кареја, Света Гора Атонска (2009)
- Ђевђелија (2009)
- Охрид (2009)
- Момчило Антоновић: Слике и акварели (2009)
- Момчило Антоновић: Колажи и портрети (2009)
- Мирко Ковачевић: Трагом записа (2009)
- Милан Сташевић: 100 слика – једна слика (2009)
- Кареја – Светогорска престоница (2010)
- Момчило Антоновић: Куће непознатих власника (2010)
- Васкрс на Светој Гори (2010)
- Момчило Антоновић: Нацртај ми, Момо (2010)
- Момчило Антоновић: Куће непознатих власника (2010)
- Момчило Антоновић: Београд на метеорима (2010)
- Устоличење игумана манастира Хиландара (2010)
- Александар Луковић Лукијан – Опус 1948-2010. (2010)
- Патријарх српски Павле (2010)
- Устоличење Патријарха Иринеја (2010)
- Устоличење Епископа Рашко-призренског Г. Теодосија (2011)
- Година кризе – година успеха (ПУ “Радосно детињство”, Нови Сад) (2011)
- Светосавска академија (ПУ ”Радосно детињство”, Нови Сад, 2011.)
- Вукова награда (2011)
- Шапат коља (2011)
- Москва (2011)
- Златибор – зимска идила (2011)
- Санкт Петербург (2011)
- Прослава 250 година Саборне цркве у Ср. Карловцима (2011)
- Москва – Царицино (2011)
- Москва са реке Москва (2011)
- Момчило Антоновић: Акварели (2011)
- Момчило Антоновић: Куће непознатих власника, слике – 2. Део (2011)
- Сергијев пасад (2011)
- Миомир Мишо Вемић: Слике и цртежи (2011)
- Велибор Веља Бугарин: Слике (2011)
- Момчило Антоновић: Акварели (2011)
- Момчило Антоновић: Палета – одраз слике (2011)
- Момчило Антоновић: Куће у којима станују успомене (2011)
- Ивањдански венчићи (2012)
- Сомбор (2012)
- Здравко Мандић (2012)
- Момчило Антоновић: Источник српства (2012)
- Бартула (2012)
- Момчило Антоновић: Куће које гледају – цртежи 01 (2012)
- Момчило Антоновић: Куће које гледају – цртежи 02 (2012)
- Момчило Антоновић: Куће које чувају успомене – Галерија 107. (2012)
- Ивањдански венчићи Тибора Нађа (2013).

Поред ових публикација до сада је обрадио и реализовао 19 (деветнаест) минимонографија манастира и цркава Српске православне цркве:
- ХИЛАНДАР (Један поглед у прошлост; текст: Д. Миловановић, 2007)
- Метох манастира Хиландара МИЛО АРСЕНИЦА (Шума КАКОВО; текст: Д. Миловановић, 2007)
- ПОСНИЦА Светог Саве Српског (Кареја, Света Гора; текст преузет из старијег издања, непотписан; цитиран, цео Карејски типик Светог Саве, 2009)
- Манастир СТУДЕНИЦА (текст: Д. Миловановић, 2008)
- Манастир Студеница КРАЉЕВА ЦРКВА (текст: Д. Миловановић, 2009)
- Манастир СВЕТОГ ГЕОРГИЈА У РАСУ (текст: Д. Миловановић, 2008)
- МАНАСТИР СВЕТЕ ПЕТКЕ, ФЕНЕК (текст непотписан, 2008)
- ОПЛЕНАЦ (Задужбина краља Петра И (текст: Д. Миловановић, 2008)
- СПОМЕН ХРАМ СВЕТОГ САВЕ, Београд (текст: протојереј др Лука Новаковић, 2009)
- САБОРНА ЦРКВА у Београду (текст: проф. др Радмила Милентијевић, 2009)
- Храм СВЕТОГ ЈОВАНА ВЛАДИМИРА, Београд (текст: Драган Шовљански, 2008)
- МАНАСТИР РАЈИНОВАЦ, (текст непотписан, 2005)
- МАНАСТИР ВЕЛИКА РЕМЕТА (текст Епископа Николаја, 2009)
- ХРАМ СВЕТОГ НИКОЛЕ, Карловац (текст: Ђ Цвитановић, 2009)
- Манастир ДОЊИ БУДАЧКИ (текст непотписан, 20010)
- Манастир ГОМИРЈЕ (текст Радован Пилиповић, 2010)
- САБОРНИ ХРАМ града Ријеке, (текст Д. Миловановић 2010)
- ЦРКВА СВЕТОГ МАРКА У БЕОГРАДУ, (текст протођакон др Станимир Спасовић)
- МАНАСТИР БОЂАНИ (текст непотписан)

А у припреми су још и:
- Манастир ГРАЧАНИЦА (текст Д. Миловановић)
- КАРЕЈА – СВЕТОГОРСКА ПРЕСТОНИЦА (текст Д. Миловановић)
- Фотомонографија: ФРУШКОГОРСКИ МАНАСТИРИ
- Фотомонографија: СЛИКАРИ ХИЛАНДАРУ

До сада је учествовао у изради преко десет других монографија и реализовао преко сто каталога и плаката за своје изложбе, изложбе познатих сликара и каталоге ликовних колонија и саборовања.
Активно учествовао у раду на преко педесет Ликовних колонија и саборовања.

## Награде и признања
Носилац је високог звања Кандидат мајстор фотографије Фото савеза СЦГ. Члан је УПИДИВ-а (Удружења примењених уметника и дизајнера Војводине) од 1998. године, УЛУВ-а (Удружења ликовних уметника Врбаса) од његовог оснивања, УЛУПУДС (Удружење ликовних уметника примењених уметности и дизајнера Србије, УНС-а (Удружења новинара Србије), Уметничког братства манастира Добрун, као и Удружења ликовних стваралаца железница Србије.).
За свој свеукупни рад на пољу уметничке и примењене фотографије добио више десетина награда и признања: Годишња награда УПИДИВ-а – ФОРМА 18 (2004. ), више откупних награда Јесењег ликовног салона у Врбасу, Повеља „Капетан Миша Анастасијевић“ за 2006. годину, Вукова награда Културно просветне заједнице Србије за 2010. годину, Годишња награда УЛУПУДС-а за 2011, Октобарска награда града Врбаса за 2012. годину и Награду за животно дело УЛУПУДС-а за 2012. годину, Златна Форма 22 УПИДИВ-а за 2014. годину за уметничку фотографију.